# Скарга, Барбара
Барбара Скарга (пол. Barbara Skarga, 25 октября 1919, Варшава – 18 сентября 2009, Ольштын) – польский философ, историк философии.

## Биография
Из семьи кальвинистов. Выросла в имении родственников в Белоруссии (Хотенчицы). Изучала философию в виленском Университете Стефана Батория. Во время Второй мировой войны была связной в Армии Крайовой. В 1944 году была арестована органами НКВД, приговорена к 11 годам трудовых лагерей, после освобождения работала в колхозе. Вернулась в Польшу в 1955 году. Окончила Варшавский университет (1957), где впоследствии защитила докторскую диссертацию. Профессор гуманитарных наук в Институте философии и социологии ПАН (1988).
Похоронена на кальвинистском кладбище в Варшаве.

## Труды
Автор трудов по метафизике, работ по истории польской и европейской философии XIX—XX вв.

## Публикации
- Narodziny pozytywizmu polskiego 1831-1864 (1964)
- Kłopoty intelektu. Między Comte'em a Bergsonem (1975)
- Czas i trwanie. Studia nad Bergsonem (1982)
- Po wyzwoleniu 1944-1956, мемуары  (1985)
- Przeszłość i interpretacje (1987)
- Granice historyczności (1989)
- Tożsamość i różnica. Eseje metafizyczne (1997)
- Ślad i obecność (2002)
- Kwintet metafizyczny (2005)
- Człowiek to nie jest piękne zwierzę (2007)
- Tercet metafizyczny (2009)

## Признание
Орден Белого орла (1995). Титул почетного доктора университета Николая Коперника в Торуни (2000).